# Глубокое (Донецкая область)
Глубо́кое (укр. Глибоке) — посёлок в Мангушском районе Донецкой области Украины.
Население по переписи 2001 года составляло 116 человек. Почтовый индекс — 87442. Телефонный код — 6297. Код КОАТУУ — 1423984404.
В марте 2022 года посёлок был оккупирован ВС РФ и на данный момент находится под контролем непризнанной Донецкой Народной Республики.

## Местный совет
87442, Донецкая область, Мангушский р-н, с. Мелекино, ул. Гагарина